# Nebelkorn
Ein Nebelkorn ist ein Teil einer Zieleinrichtung beim Sportschießen im Biathlon. Dieses hat eine größere Öffnung, damit mehr Licht einfallen kann und die Sicht verbessert wird.
Es ersetzt bei schlechten Sichtverhältnissen das einfache Ringkorn. 